# Králenské slavnosti

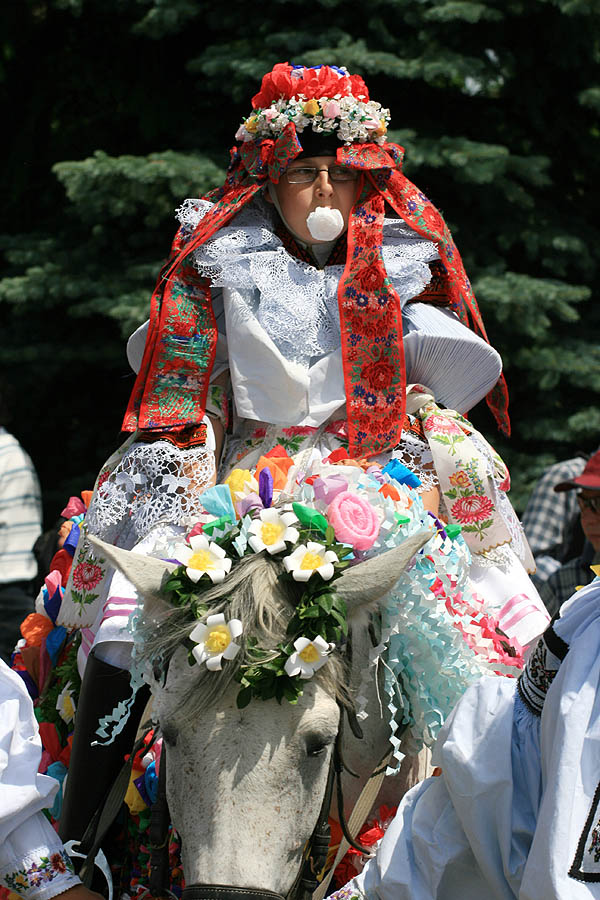
Vlčnovská jízda králů – král

Králenské slavnosti jsou český lidový svátek spadající do období křesťanských letnic, zelených  neboli svatodušních svátků, především na svatodušní pondělí, ale také v neděli o týden dříve nebo po celý květen. V některých oblastech byly až v tomto období stavěny máje a byly prováděny různé pastýřské obyčeje spojené s vyháněním dobytka na pastvu.
V těchto oslavách přežila celá řada archaických, předkřesťanských zvyků, stejně jako ve východoslovanských a jihoslovanských svátcích rusalných. V národopisné literatuře 19. století je zachována řada názvů těchto oslav či zvyků s nimi spojenými: honění krále, vodění, koupání či stínání krále; jízda po králích, hra na krále a králku, hra na chudého krále. V Čechách králenské slavnosti zanikly na přelomu 19. a 20. století kdy už byly pouhou dětskou zábavou, zároveň se v nich však uchovávala řada starobylých prvků jako například tradiční oděv. Na Moravě je tradice králenských slavností dosud živá, příkladem je slovácká a hanácká jízda králů nebo slovácké obchůzky královniček, přičemž však mnoho archaických prvků již zaniklo. Antropolog James Frazer vykládal zvyky symbolického usmrcení krále jako zabití ducha vegetace, aby bylo umožněno jeho znovuzrození, a přirovnal je k smrti posvátného krále v háji Diany Nemorensis. Klasik Martin L. West spojuje zvyk volení královny a závodů na koních s indoevropským mýtem o Dceři Slunce, jejíž ruku během námluv získají Božští blíženci díky vítězství v závodu.
V městském prostředí byly letnice namísto králenských slavností doprovázeny takzvanou střelbou ku ptáku, jejíž vítěz získal hodnost ptačího krále. O stáří a předkřesťanském původu králenských slavností svědčí rozšíření podobných slavností po celé Evropě. Kromě zmiňovaných slovanských rusaljí jsou známy také v Německu (Pfingstl), Skandinávii, ve Francii a v Anglii (May Queen, Jack in the Green, Jack o' Lent).

## Král
Ústřední postavou králenských slavností je král, titulovaný jako májový, svatodušní, listnatý či luční. Tradiční bylo pořádání soutěží, nejčastěji v běhu či jízdě na koni, volba krále, vyvolávání u domů a veselice s tancem a hostinou. Král měl svoji družinu, jejíž někteří členové měli zvláštní úlohu, především tlampač-řečník a pobočníci. Král se svými pomocníky byli oblečeni do oděvu z kůry, ratolestí, „kouzelného“ kapradí a květů, například růží či pivoněk.
Král byl ostatními mladíky honěn či pronásledován během jízdy na koni s minimální šancí vyhrát, a poté různě ponižován či topen, načež docházelo k symbolickému soudu, odsouzení a popravě. Poprava je prováděna setnutím jeho koruny.

## Královničky
| Vyletěl sokol na zelený bor, a sobě zaspíval, až se háj rozlíhal, královnu volal. Královno milá, král tebe volá, abys k němu vyšla, nebyla tak pyšná, sama jediná. Králka nevyšla, poslala posla. A ty, milé posle, spravuj mně to dobře jako já sama. Posel spravoval, sobě namlóval, tó krásnó děvečko v růži, ve věnečko sobě namlóval. A vy, vozičé, spravujte biče, koně zapřihejte, voze vytlačujte, pro paní jeďte. Pro paní jeli, lidi hleděli, co to za panenka, co to za hraběnka v kočáře sedí. Sedí u ní pán, ten syneček sám, chtěl oklamat děvečku v růžovém věnečku, oklamal se sám. |
| Píseň královniček z Příbora zaznamená Františkem Sušilem. |

Dívčí část zvyků této slavnosti se označuje jako královničky, králky či králenky. Vybraná dívka, královna, byla vedena pod baldachýnem z šátku a tyčí ozdobeným kyticemi, nebo dívkami s ratolestmi či malými máji v rukou. Královna a její družina byly oděny v bílém, ozdobené květy a měly rozpuštěné vlasy. Mezi užívané květiny patřily především pivoňky, růže, jetel a mateřídouška. Na Moravě se zvyk udržel déle, ale specifické bílé odění bylo nahrazeno krojem.
Podle moravského národopisce Františka Sušila chodily v polovině 19. století královničky o letnicích či okolo nich, chodily jednou či vícekrát, a to různým způsobem. Obyčejně jako dvě děvčata v bílých sukních, se stuhami, šátky, skleněnými perlami a věnci – ty měly před sebou a za sebou zhotovené z pestrých květů, na hlavě pak z růží, jedna představovala královnu, zatímco druhá krále. Doprovázela je družina děvčat, z nichž jedna nesla kasičku na vybírání peněz či košík na dary a jedna máj či chvojí. Společně obcházely domy a v nich po pozdravu a pozvání společně tancovaly.

## Čechy
O tom, jak byly králenské slavnosti slaveny v Čechách, podal nejstarší rozsáhlejší zprávu Jan Štěpán, farář z jihočeského Pohoří, v roce 1834. Podle jeho svědectví na svatodušní pondělí svobodní mládenci nosili oděv ze smrkové kůry a jeden z nich, král, byl na smyku vezen na náves. Kromě družiny jej doprovázeli také hudebníci se škraboškami nebo začerněnými tvářemi. Pokud s králem narazili na nějakou kaluž, srazili jej do ní a nakonec na návsi jeden z mladíků počal skládat verše o místních staveních a jejich obyvatelích, a ještě jednoho mladíka, oděného celého do slámy, vrhli do louže. Následně se vydali chodit po staveních, s ozdobeným zeleným stromkem v rukou, a žádali o výslužku, kterou pak v hospodě propili. Taktéž zmiňuje, že na Budějovicku jede král se svou družinou na koních.
Národopisec Václav Krolmus zmiňuje také obyčej stínání žáby, honění a svrhávání krále minulého roku a určování nového krále ze středu vybraných mladíků losem či hlasováním. Na Plzeňsku byla v koruně máje či pod lípou budována bouda z březových, jedlových a smrkových větví, do které mladík v roli biřice vysekal díru a vyndal z ní stůl a židle pro krále a jeho družinu. Do boudy umístěné na máji také někdy část družiny vstupovala, aby byla vidět a slyšet. Po událostech na návsi a obcházení stavení se král se svou družinou vydával na koních za vesnici, kde král počal před pronásledováním ostatních mladíků prchat. Když krále chytili, symbolicky jej popravili stětím koruny a ten jim platil večer v hospodě útratu, pokud se jim to nepovedlo, museli platit králi naopak oni a daný mládenec byl králem i následující rok.

## Moderní podoba
V Lhotce na Ostravsku se koná průvod v lidových krojích a s jezdci na koních zvaný honění krále, který je doprovázen ukázkami lidových řemesel a historického šermu. Vrcholem slavnosti je závod mladíků starších dvaceti let, jehož výherce je vyhlášen králem. Honění krále je spojováno s pověstí, podle které byl za třicetileté války zahnán švédský král do slepého ramena Odry a zajat lhotskými mládenci. Slavnost původně zahrnovala i tři králky, které volila děvčata ze svého středu, jež vyjednávaly s chlapci a přinášely králi korunu. Zvyk se s přestávkami udržoval až do roku 1968, poté byl obnoven v roce 1993.

## Slovensko
Na Slovensku o stáří králenských slavností svědčí synodální zápověď z roku 1585 a 1591 na rusadlnie sviatky, tedy letnice, stavět krále, tančit, hodovat a chodit ve škraboškách. Zákazy a pokuty za pořádání těchto slavností se pak opakují po celé 17. a 18. století, přičemž byly slaveny i maďarským obyvatelstvem. Zápovědi však vedly k tomu, že v 19. století byla již tato tradice mrtvá.